# Ophrestia humbertii
Ophrestia humbertii är en ärtväxtart som beskrevs av Du Puy och Jean-Noël Labat. Ophrestia humbertii ingår i släktet Ophrestia och familjen ärtväxter. Inga underarter finns listade i Catalogue of Life.